# Harvey S. Rosen

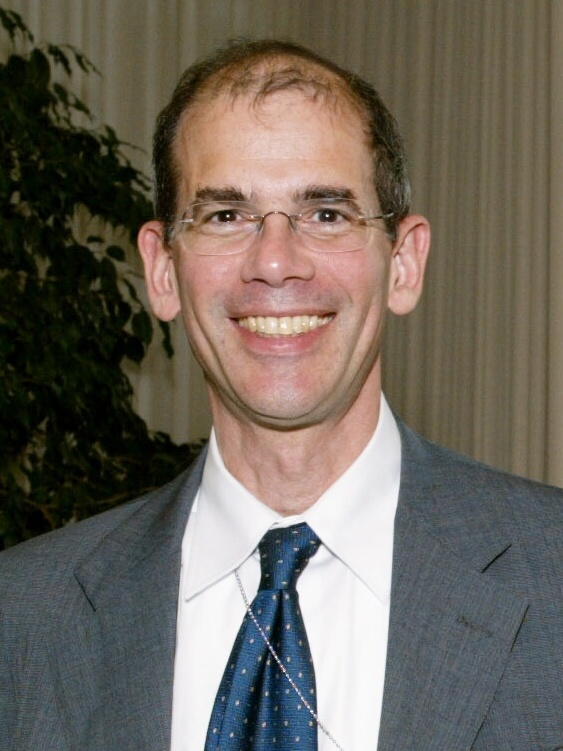
Harvey S. Rosen, 2003

Harvey S. Rosen (* 29. März 1949 in Chicago, Illinois) ist ein US-amerikanischer Wirtschaftswissenschaftler und Hochschullehrer, der auch Vorsitzender des Council of Economic Advisers war.

## Leben
Nach dem Schulbesuch studierte Rosen zuerst an der University of Michigan und schloss dieses Studium 1970 ab. Während des Studiums wurde er 1969 Mitglied der akademischen Gemeinschaft Phi Beta Kappa. Ein anschließendes postgraduales Studium der Wirtschaftswissenschaft an der Harvard University beendete er 1972 mit einem Master of Arts (M.A. Economics), ehe er dort 1974 einen Philosophiae Doctor (Ph.D. Economics) erwarb.
Im Anschluss übernahm er 1974 eine Professur für Wirtschaftswissenschaft an der Princeton University und übt diese Lehrtätigkeit seitdem aus. Daneben ist er seit 1978 auch Forschungswissenschaftler am National Bureau of Economic Research (NBER).
Weiterhin übernahm er mehrere Tätigkeiten in wirtschaftlichen Institutionen und Organisationen wie zum Beispiel als Gastgelehrter an der Hoover Institution 1981 und als Fellow der Econometric Society 1986.
1989 wurde er stellvertretender Unterstaatssekretär im Finanzministerium (Deputy Assistant Secretary of the Treasury) und war dort bis 1991 für die Steueranalyse der Regierung von US-Präsident George H. W. Bush zuständig.
Danach nahm er seine Lehrtätigkeit an der Princeton University wieder auf und war daneben 1994 Berater des Federal Reserve System sowie 1996 des Finanzdienstleistungsinstituts Merrill Lynch. Nach weiteren zusätzlichen Tätigkeiten als Gastgelehrter bei der Russell Sage Foundation von 1996 bis 1997 sowie im Jahr 2001 als Berater der Small Business Administration (SBA), einer 1953 gegründeten Regierungsbehörde zur Förderung von Kleinunternehmen, wurde er 2003 Vorsitzender des Council of Economic Advisers und war in dieser Funktion bis 2005 einer der wichtigsten wirtschaftspolitischen Berater von Präsident George W. Bush.
Im Anschluss ist er seit 2005 Mitglied des Gelehrtengremiums (Board of Scholars) des American Council for Capital Formation. Rosen war außerdem zeitweise für die National Tax Association und die Robert Wood Johnson Foundation, die größte philanthropische Stiftung in den USA, die sich ausschließlich dem Gesundheitswesen und der Pflege widmet.
Zurzeit ist Rosen John L. Weinberg Professor of Economics and Business Policy, Co-Direktor des Center for Economic Policy Studies sowie seit der Gründung 2007 Master des Whitman College der Princeton University.

## Preise und Ehrungen
- 1999: Richard-Musgrave-Preis (mit Timothy J. Besley)[2]

## Veröffentlichungen
- Public Finance, ISBN 978-0072876482, 7. Auflage, 2004